# لوئیجی اوسولا
لوئیجی اوسولا (انگلیسی: Luigi Ossola; ۹ ژوئن ۱۹۳۸ – ۷ ژوئیهٔ ۲۰۱۸) بازیکن فوتبال اهل ایتالیا بود.
از باشگاه‌هایی که در آن بازی کرده‌است می‌توان به باشگاه فوتبال آ.اس. رم و باشگاه فوتبال وارزه اشاره کرد.